# Dodge Meadowbrook
La Dodge Meadowbrook est une voiture full-size produite par Dodge aux États-Unis de 1949 à 1954.

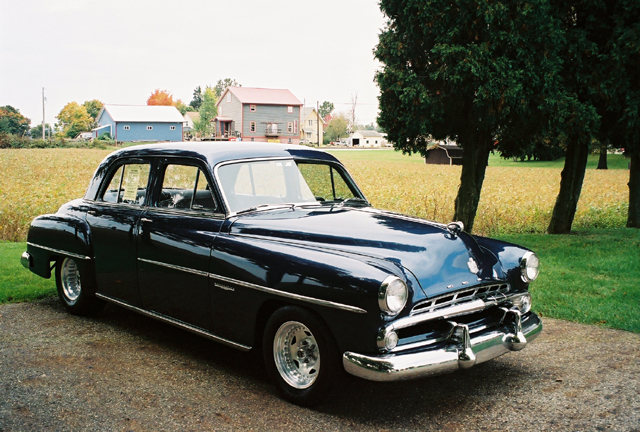
1952 Dodge Meadowbrook.

## Histoire
La Dodge Meadowbrook était produite par Dodge et offerte comme niveau de finition intermédiaire de février 1949 à 1952, au-dessus de la Wayfarer et sous la Coronet. La Meadowbrook était en grande partie identique à la Coronet, à l'exception des différences de garniture et d'équipement. En 1952, la Wayfarer a été annulée et la Meadowbrook est devenue la Dodge la moins chère aux États-Unis; les marchés d'exportation (dont le Canada) ont continué de recevoir la Dodge Kingsway sur base de Plymouth.

### 1949
Au cours de sa première année, la Meadowbrook à seulement quatre portes représentait 30% des ventes de Dodge (environ 90 000 unités) et était livrée avec des freins hydrauliques Safe-Guard qui comprenaient deux cylindres par frein avant. Dodge a également annoncé une nouvelle conduite « bercée », qui était censée être plus douce que toutes les voitures des autres constructeurs. Le six cylindres en ligne monocbarril produisait 103 ch (77 kW).

### 1950
Pour 1950, le six cylindres a été baptisé le moteur "Get-Away". Après l'introduction tardive des modèles de l'année 1949, les Dodges de 1950 sont apparues un peu plus tôt, le 4 janvier 1950. La Meadowbrook de 1950 a un large cercle de braquage de 13,0 m (42,7 po),. La carrosserie berline quatre portes est restée la seule option.

### 1951
La Meadowbrook de 1951 a subi un changement complet, avec un tout nouveau revêtement avant. Les pare-chocs étaient également nouveaux, tout comme le tableau de bord, et le pare-brise a été  agrandi. Le moteur est resté inchangé, comme il le ferait jusqu'en 1954.

### 1952
En 1952, la Meadowbrook représentait 32,50% des ventes de Dodge (environ 84 000). Chrysler étant entièrement concentré sur l'effort de la guerre de Corée, les modèles de l'année 1952 n'ont presque reçu aucun changement - les modifications se limitant à des détails tels qu'un point de réflecteur rouge sous les feux arrière et des enjoliveurs légèrement redessinés. Les modèles de l'année 1952 ont été introduits le 10 novembre 1951.

### 1953
Les Dodges de 1953 sont arrivés le 23 octobre 1952 et comportaient une carrosserie révisée basée sur les modèles de l'année 1952. Les portes (maintenant avec poignées ou il faut tirer) s'ouvraient plus largement, la lunette arrière était monobloc et les feux arrière étaient des éléments ovales. Naturellement, les applications de la calandre et des chromes ont été modifiées. La série "Meadowbrook Special" a été ajoutée pour remplacer la Wayfarer à l'extrémité inférieure de la gamme Dodge. Un modèle deux portes et un break ont également été ajoutés. Les berlines deux et quatre portes étaient toutes deux proposées dans les versions Meadowbrook et Special, mais la Special ne convenait pas au marché automobile américain dynamique et en avril 1953, elle avait déjà été abandonnée. Au lieu de cela, les ventes de la nouvelle Coronet à moteur V8 ont été très fortes. La Special, austère, destinée aux vendeurs itinérants et autres, n'a reçue aucune garniture latérale chromée et avait une garniture en caoutchouc ordinaire autour des fenêtres. L'intérieur était tout aussi dépouillé.
Le break Suburban deux portes, offert pour 1953 seulement, reposait sur un empattement plus court de 114 po (2 900 mm) que les berlines.

### 1954
1954 était la dernière année de la Meadowbrook, et elle avait une nouvelle transmission automatique Powerflite. Offerte en tant que berline quatre ou deux portes (appelé Club Coupé), elle était désormais également disponible avec le nouveau moteur V8 "Red Ram" Hemi en option. De 241,3 pouces cubes (4,0 L), il produit 140 ch (104 kW) pour la Meadowbrook, dix chevaux de moins que dans les Dodge plus âgés en raison d'un taux de compression plus faible. Grâce à une légère augmentation de la compression, le moteur six cylindres "230" a augmenté sa puissance de sortie à 110 ch (82 kW). Les acheteurs affluent toujours vers les Coronet et Royal aux lignes plus prestigieuses, et seulement 15 444 Meadowbrook ont été construites.